# Upahl
Upahl è un comune del Meclemburgo-Pomerania Anteriore, in Germania.
Appartiene al circondario del Meclemburgo Nordoccidentale ed è parte della comunità amministrativa di Grevesmühlen-Land.

## Storia
Il 1º gennaio 2019 venne aggregato al comune di Upahl il comune di Plüschow.